# Otto Feuerschuette
Otto Frederico Feuerschuette (Tubarão, 9 de abril de 1881 — Tubarão, 21 de agosto de 1971) foi um médico e político brasileiro.
Filho de Frederico Henrique Feuerschuette (3 de junho de 1853 — 7 de fevereiro de 1927) e Joana Feuerschuette (25 de maio de 1849 — 2 de agosto de 1931). Pai de Irmoto Feuerschuette.
Otto casou quatro vezes. Foram suas mulheres Carlota Rosa, Ida Wendhausen Ávila, Irma Ghizzo (1 de maio de 1912 — 11 de agosto de 1949) e Verônica Kuhnen. Teve 11 filhos. Com Carlota nasceram Rui César Feuerschuette, Elsa, Elsi, Ilsa, Henrique Otto, Tulio, Léo, Alsa e Olsa. Com Ida não teve filhos. Com Irma nasceram Irmoto Feuerschuette e Otirma. Com Verônica Kuhnen não teve filhos.
Formado em medicina pela Faculdade de Medicina do Rio de Janeiro, em 1908.
Estabeleceu-se como médico em Tubarão, onde atuou profissionalmente por mais de 50 anos.
Foi superintendente municipal, cargo atualmente correspondente ao de prefeito, de 1923 a 1930.
Foi deputado à Assembleia Legislativa de Santa Catarina na 13ª legislatura (1928 — 1930).
Está sepultado no Cemitério Municipal de Tubarão.

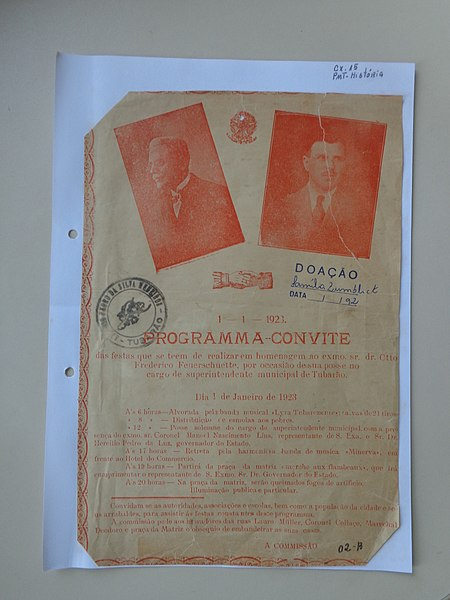
Convite para a posse de Superintendente Municipal (prefeito) de Tubarão em 1 de janeiro de 1923
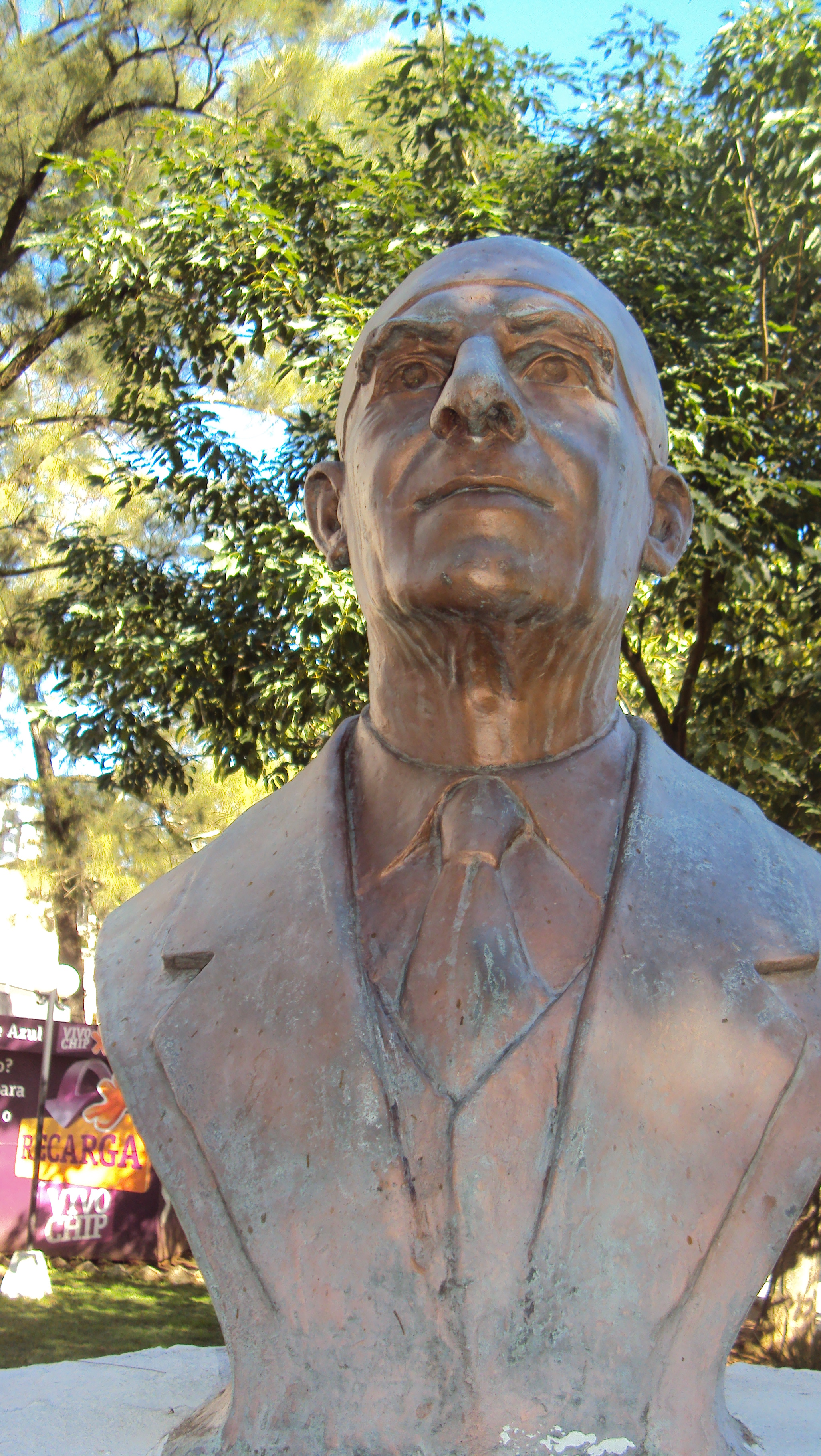
Busto na Praça 7 de Setembro em Tubarão
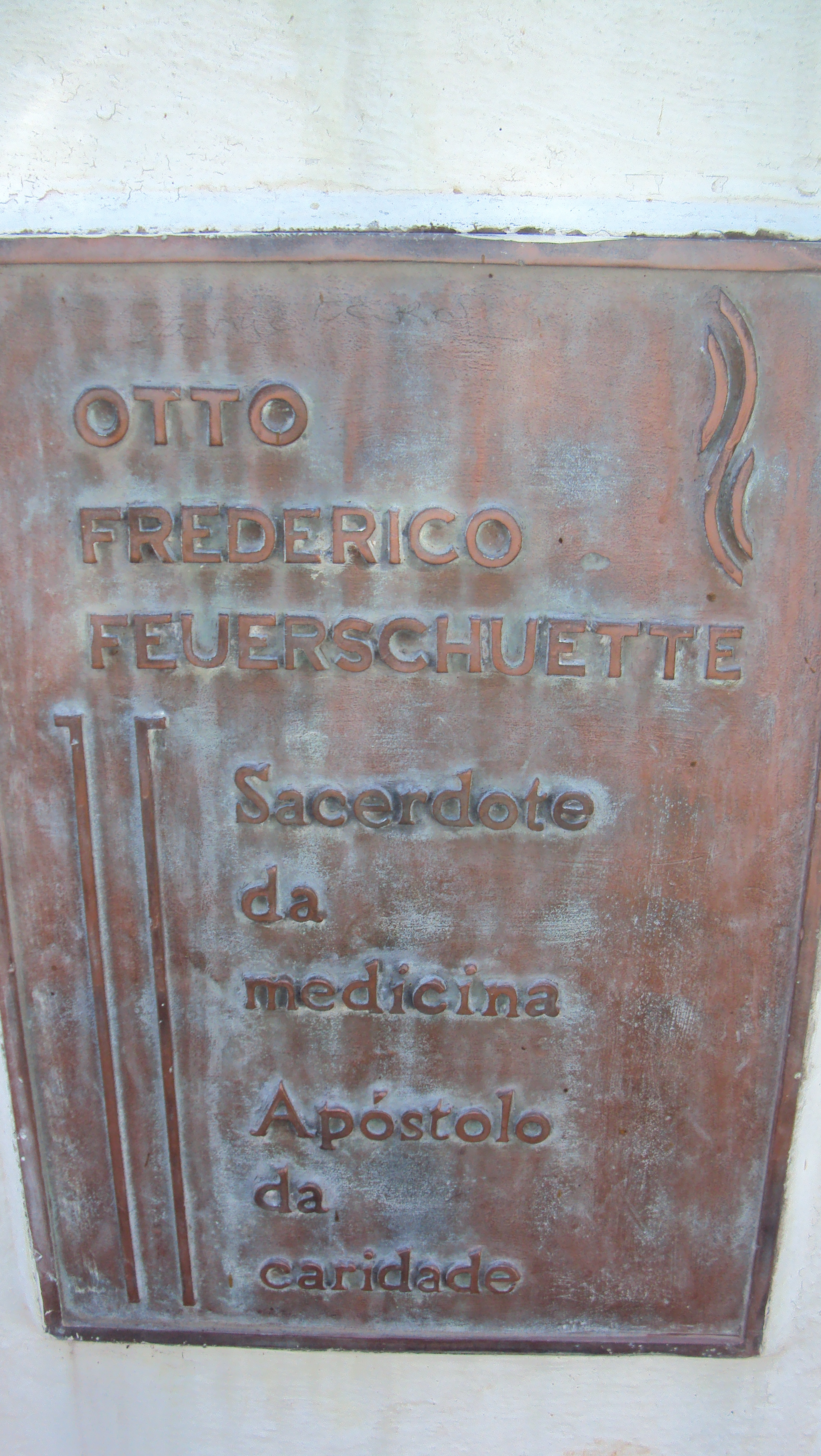
Placa na base do busto na Praça 7 de Setembro em Tubarão
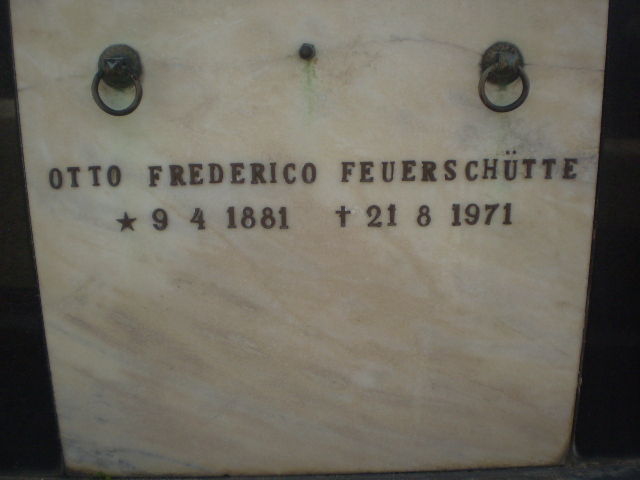
Sepultura no Cemitério Municipal de Tubarão
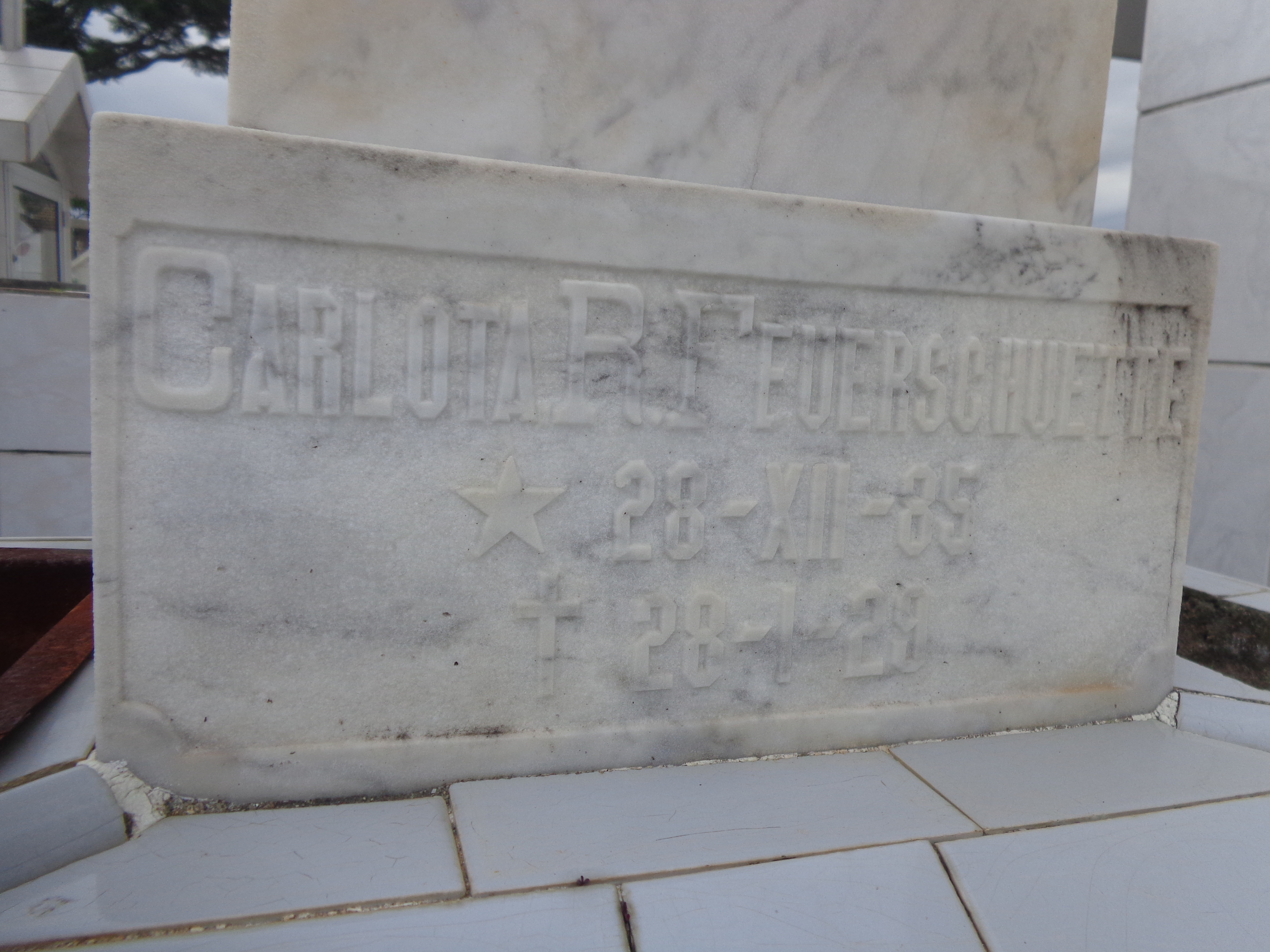
Sepultura de Carlota Rosa Feuerschuette (28 de dezembro de 1885 - 28 de janeiro de 1929) no Cemitério Municipal de Tubarão (no lado direito da sepultura de seu marido)